# Bayard Taylor

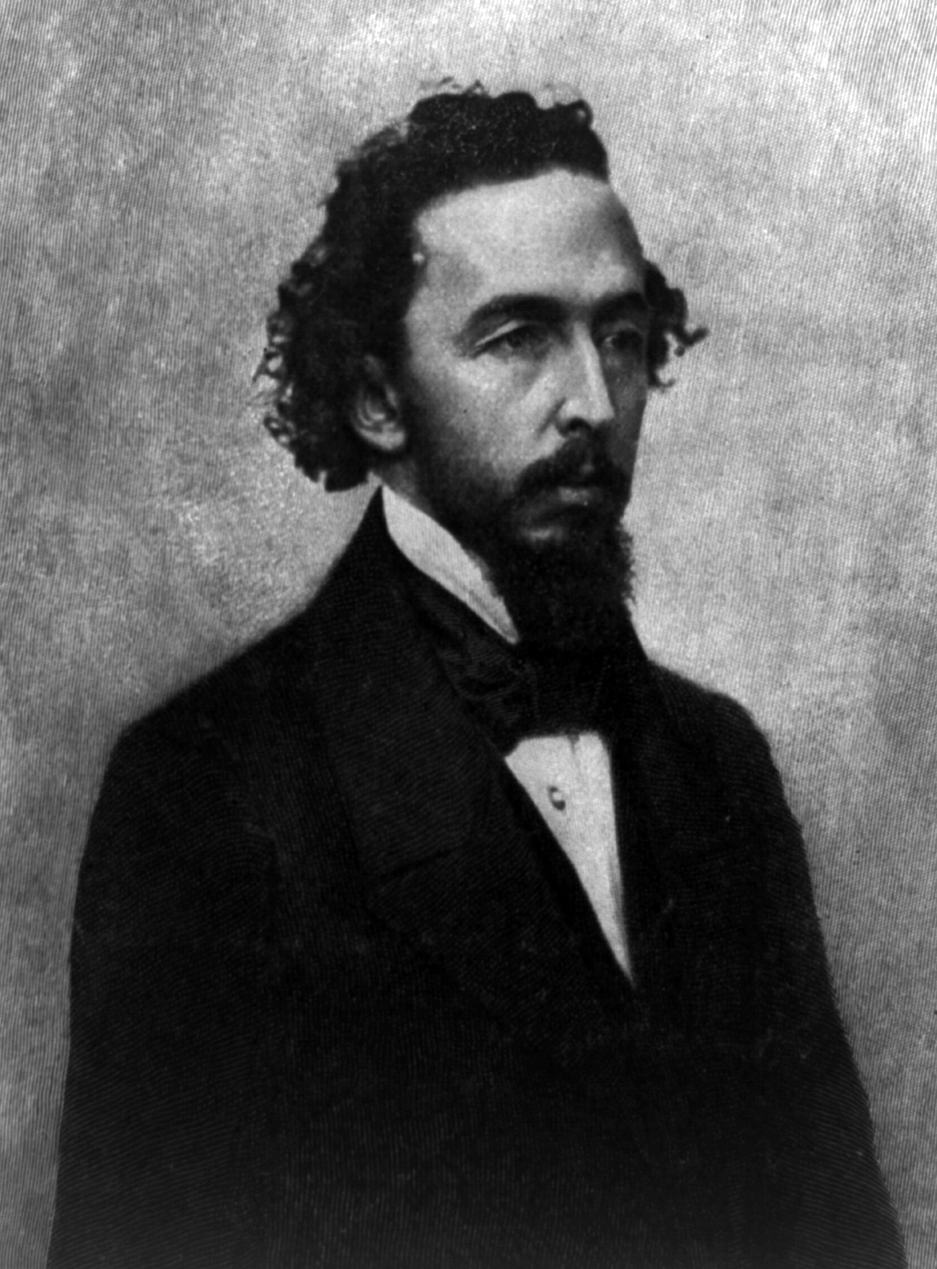
Bayard Taylor.

Bayard Taylor, född den 11 januari 1825 i Chester County i Pennsylvania, död den 19 december 1878 i Berlin, var en amerikansk reseskildrare och skald.
Taylor genomvandrade 1844–1846 delar av England, Frankrike, Tyskland och Italien. Han upptogs 1848 i redaktionen för The New York Tribune, gjorde 1849 en färd genom det nya guldlandet Kalifornien och tog hemvägen genom Mexiko, reste 1851 uppför Nilen och såg sig om i västra Asien, sträckte 1852–1853 kosan till Indien, Kina och (med Perrys expedition) till Japan, 1856 till Sverige och 1858 till Grekland samt besökte 1874 Egypten och Island (vid detta lands 1000-årsfest). Han var 1863–1864 Förenta staternas chargé d'affaires i Sankt Petersburg och utnämndes 1878 till minister i Berlin. Taylor hade ovanlig framgång med sina reseskildringar, vilka först offentliggjordes i brev till hans tidning och därefter i bokform. Här må nämnas Views afoot (1846), El Dorado (1850), A Journey to Central Africa (1854), A Visit to India, China, and Japan (1855), alla i många upplagor, och Northern travel (1857; "Nordisk resa", 1859). Bland Taylors diktsamlingar kan nämnas Book of romances, lyrics, and songs (1851), Poems of the orient (1854), Poems of home and travel (1855), The poet’s journal (1862) och den ståtliga jubelfestdikten The national ode (1876). Större diktverk i dramatisk form är The masque of the gods (1872), The prophet (1874, om mormonismen) och den av GoethesFaust starkt påverkade Prince Deukalion (1877). I hans tennysonska idyll Lars (1873) är ämnet skandinaviskt. Taylors dikter är välklingande och färgrika samt har ofta en filosofisk lyftning, som påminner om Shelley. Längst skall dock Taylors namn bevaras genom hans ypperliga översättning av Goethes Faust (bägge delarna, 1870–1871). Han skrev dessutom några noveller och ett par insiktsfulla kritiska arbeten (Studies in german literature, 1879) med mera. Taylor utgav i 16 band sina Complete works 1870–1878. Av Taylors reseskildringar översattes också ett band 1862, Hemma och borta. Hans biografi och brevväxling (Life and letters) utgavs 1884 i 2 band.